# TSV Amicitia Viernheim
Der TSV Amicitia Viernheim (lateinisch amicitia: Freundschaft) ist ein Sportverein aus dem südhessischen Viernheim, der 2008 aus der Fusion der Spvgg Amicitia Viernheim 1909 mit dem TSV Viernheim 1906 hervorging.

## Abteilungen
Der Verein hat sieben Abteilungen: Basketball, Fußball, Handball, Leichtathletik, Tischtennis, Triathlon und Turnen. Von 2008 bis 2015 spielten die Basketball-Damen in der 2. Bundesliga mit dem Höhepunkt 2011 mit der Qualifikation als Tabellenerster zu den Play-Offs um den Aufstieg in die 1. Liga. Seit dem Rückzug wird in der Landesliga gespielt und das Herren-Team spielt in einer Spielgemeinschaft mit TSG Weinheim als BG Viernheim/Weinheim in der Oberliga Baden. Die Frauen-Mannschaft der Triathlon-Abteilung tritt seit ihrem Aufstieg 2013 in der 1. Triathlon-Bundesliga an. Die Fußball-Herren spielen in der siebtklassigen Landesliga Rhein-Neckar und sowohl das Handball-Männer- als auch das Frauen-Team in der fünftklassigen Badenliga.

## Geschichte
Der TSV Amicitia 1906/1909 Viernheim wurde im Jahr 2008 gegründet. Die beiden Vorgängervereine TSV und Amicitia beschlossen die Fusion im Frühjahr auf ihren Hauptversammlungen mit einer Mehrheit von über 84 beziehungsweise 86 Prozent der Stimmen rückwirkend zum 1. April. Bei seiner Gründung hatte der Verein 2.248 Mitglieder.

### Amicitia
Geschichte

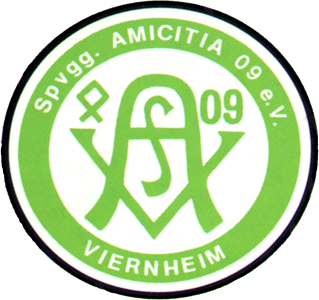
Logo des Vorgängervereins Amicitia Viernheim

Der Verein wurde 1909 als Amicitia gegründet und durch den Zusammenschluss mit dem Sportverein 09 im Januar 1923 zur Sportvereinigung Amicitia Viernheim. Obwohl der Verein bereits 1910 dem Hessischen Fußballverband beitrat, sind die Viernheimer in den Spielbetrieb des Badischen Fußballverbandes eingegliedert.
Der erste große überregionale Erfolg gelang dem Verein 1932 im Süddeutschen Pokal, als man erst im Endspiel den Stuttgarter Kickers mit 0:4 unterlag. In den Jahren 1935 und 1939 stiegen die Viernheimer in die Gauliga Baden, die damals höchste deutsche Fußballklasse, auf, konnten sich aber jeweils nur eine Saison lang halten.
Nach dem Zweiten Weltkrieg gewann die Amicitia viermal hintereinander (1954–1957) den Nordbadischen Meistertitel. Im vierten Anlauf gelang 1957 der Gewinn der Süddeutschen Amateurmeisterschaft und der gleichzeitige Aufstieg in die 2. Liga Süd. Die Platzierungen dort bis 1963 waren 6, 9, 13, 15, 13 und 7. Als die Bundesliga zur Saison 1963/64 gegründet wurde, qualifizierte sich der Verein für die als Unterbau ebenfalls neugeschaffene Regionalliga Süd, wo allerdings 1964 als 20. der sofortige Abstieg folgte.
Danach spielte der Verein noch mehrere Jahre in der 1. Amateurliga. Nach dem Fall bis hinab in die Bezirksliga konnte man sich Ende der 1980er sowie Mitte der 1990er Jahre noch einmal bis in die Oberliga Baden-Württemberg hocharbeiten. Nach mehreren Abstiegen bis in die Kreisliga spielte die Amicitia bis 2017 wieder – nach zwei Aufstiegen in Folge – in der Verbandsliga Baden. Dort erlangte sie in der Saison 2007/08 die Vizemeisterschaft und hatte daher die Möglichkeit, über eine Relegationsrunde ein drittes Mal in Folge aufzusteigen; sie scheiterte allerdings gegen den FV Illertissen und den Kehler FV. Seit dem Abstieg 2017 ist die Landesliga Rhein-Neckar die aktuelle Spielklasse.
Erfolge
- Meister der 1. Amateurliga Baden 1954, 1955, 1956, 1957
- Meister der Verbandsliga Baden 1987
- Meister der Landesliga Rhein-Neckar 1985, 2007

### TSV
Geschichte

Logo des Vorgängervereins TSV Viernheim

Der Fußballclub Sodalität wurde im Jahr 1906 gegründet; die Namensgebung verweist auf eine „Marianische Jünglings-Sodalität“.
1920 schloss sich der Verein der neugegründeten Deutschen Jugendkraft an und benannte sich in DJK um. In der Folge kamen zu den Fußballern Turner, Leichtathleten, Fechter und ein Spielmannszug. 1927 folgten die Handballer und Faustballer. Im gleichen Jahr entstand auf dem heute noch benutzten Gelände an der Lorscher Straße weitgehend in Eigenhilfe die Anlage der Sportplätze.
1930 wurde die Sporthalle als erste überdachte Sportstätte in Viernheim errichtet. Am 22. Juni 1934 wurde die DJK von den neuen Machthabern verboten. Die Mitglieder des verbotenen Vereins wechselten mehrheitlich in den TV 1893 Viernheim, der anschließend seinen kompletten Sportbetrieb auf den DJK-Platz verlegte. Nach dem Zweiten Weltkrieg einigten sich die Verantwortlichen der früheren DJK und des TV 1893 darauf, den Sportbetrieb wie zuvor fortzuführen. Um den Auflagen der Besatzungsmächte zu genügen, wurde eine Namensänderung in TSV 1893 durchgeführt.
Das DJK-Gelände war nach dem Krieg bis Mai 1947 von der Militärregierung beschlagnahmt, so dass der volle Sportbetrieb des TSV erst danach wieder aufgenommen werden konnte. Lediglich die Handballer spielten bis Mitte 1947 auf dem damaligen Waldsportplatz. Die Fußballer konnten erst nach einer notdürftigen Instandsetzung des Hauptspielfeldes im Sommer 1947 den Spielbetrieb wieder aufnehmen.
Im Frühsommer 1952 traten die Abteilungen Turnen, Leichtathletik und Tischtennis komplett aus dem TSV 1893 aus und gründeten den TV 1893 Viernheim wieder neu. Wegen der Namens- und Eigentumsrechte kam es zu einer gerichtlichen Auseinandersetzung, die mit einem Vergleich endete; der TSV nahm das Gründungsjahr der früheren DJK, nämlich 1906, in seinen Vereinsnamen auf.
Die Mitglieder Nikolaus Bugert (Abt. Turnen), Ernst Kempf (Abt. Leichtathletik), Karl Hanf und Erich Neckermann (Abt. Tischtennis) ermöglichten einen sofortigen Neuaufbau dieser Abteilungen im TSV 1906.
Ab 1967 wurde der Basketballsport im neuen Verein heimisch und seit dem Herbst 1991 verfügt der TSV außerdem über eine sehr leistungsfähige Triathlon-Abteilung.
1996 übernahm der TSV von der Stadt die Verwaltung des angestammten Stadiongeländes an der Lorscher Straße mit einem Rasenplatz, zwei Hartplätzen, der kleinen TSV-Halle sowie der großen Rudolf-Harbig-Halle, die 1972 von der Stadt Viernheim gebaut worden war.
Seit 2001 gibt es auch Mädchenfußball.
Erfolge
- Meister der Landesliga Rhein-Neckar 1988, 1999, 2003

### TSV Amicitia
Abteilung Fußball
Die Abteilung Fußball war am stärksten von der Neugründung des Vereins betroffen. Nach anfänglichen Schwierigkeiten und dem Abstieg der ersten Mannschaft in die Landesliga Rhein-Neckar im Jahr 2012 und mehreren Abstiegen der zweiten Mannschaft bis in die Kreisklasse A2, fand die Abteilung in jüngster Vergangenheit in die Erfolgsspur zurück. Die erste Mannschaft hat 2013 den direkten Wiederaufstieg in die Verbandsliga Nordbaden geschafft und sich zu einer festen Größe etabliert. Aktuell steht das Team in der Tabelle sogar vor den lokalen Rivalen TSG/09 Weinheim und dem VfR Mannheim.
Besonders erfreulich ist die Entwicklung im Jugendbereich. Die Abteilungsführung legte über Jahre hinweg den Fokus auf eine Verbesserung der Jugendarbeit. Sämtliche Teams ab der D-Jugend, mit Ausnahme der A-Jugend, konnten mehrere Klassen aufsteigen und sich in den jeweiligen Ligen etablieren.
Erfolge
- Meister der Landesliga Rhein-Neckar 2014

## Stadion und Sportgelände

### Waldstadion Viernheim

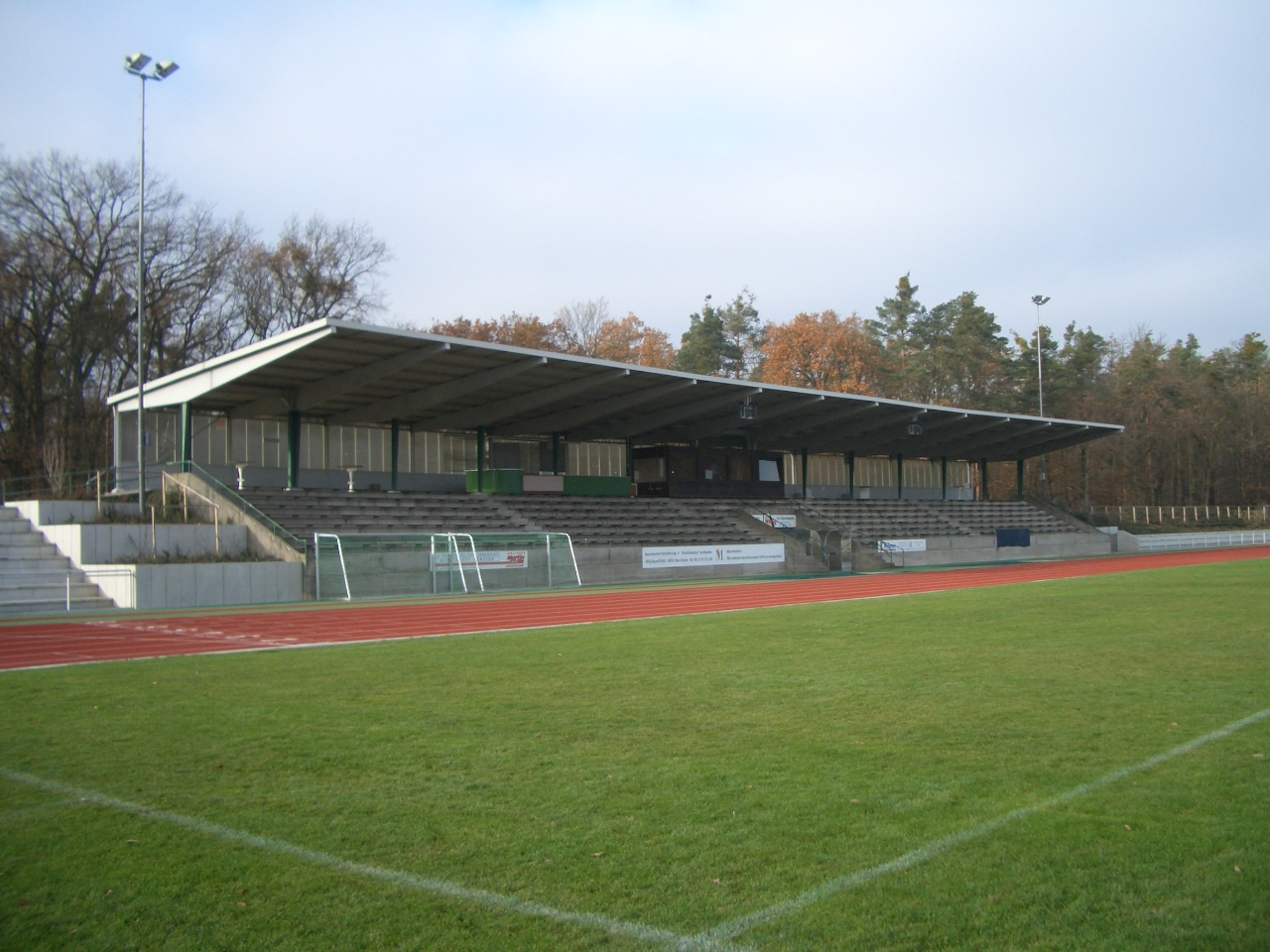
Das Waldstadion in Viernheim

Die erste Mannschaft der Fußballer trägt ihre Heimspiele im Waldstadion Viernheim aus. Das 4.000 Zuschauer fassende Leichtathletikstadion verfügt über 800 überdachte Sitzplätze.
Neben dem Stadion gibt es noch einen Rasen- und einen neuen Kunstrasenplatz.
Der Zieleinlauf des vom TSV Amicitia Viernheim ausgerichteten Viernheimer Triathlon, der mit einer Erstausrichtung 1984 zu den ältesten und traditionsreichsten Triathlons in Deutschland gehört, findet ebenfalls im Waldstadion statt.

### Weitere Sportstätten
An der Lorscher Straße 84 tragen die Frauen und Juniorinnen ihre Heimspiele aus, außerdem nutzt der TSV Amicitia Viernheim auch noch zwei Sporthallen, die Rudolf-Harbig-Halle und die kleinere TSV-Halle.